# 山本敏雄 (水戸市長)
山本 敏雄（やままと としお、1899年（明治32年）4月27日 - 1971年（昭和46年）11月4日）は、日本の政治家。元茨城県水戸市長（5期）。

## 来歴
茨城県出身。1917年、茨城県立水戸中学校卒業。小学校代用教員を経て東京堂に勤務。水戸市会議員から水戸市助役となる。1947年、当時の水戸市長・風戸元愛が公職追放令により市長を辞職。市長選挙に立候補し、当選する。爾来5期20年に亘り市長の座にあった。水戸市から名誉市民を贈られた。